# Álvaro Ramos (Fußballspieler)
Álvaro Sebastián Ramos Sepúlveda (* 14. April 1992 in Alto Hospicio) ist ein chilenischer Fußballspieler. Der Stürmer bestritt ein Länderspiel für die chilenische Fußballnationalmannschaft.

## Karriere

### Verein
Álvaro Ramos, auch unter seinem Spitznamen Chanchito bekannt, begann seine Profikarriere im Alter von 16 Jahren bei Deportes Iquique, wo er in der Jugend gespielt hatte. In der Clausura 2008 debütierte er für die hellblauen Drachen in der Primera B und stieg mit ihnen 2010 auf. Im Jahr des Aufstiegs gewann Iquique die Copa Chile und qualifizierte sich somit für die Copa Sudamericana 2011, bei der der Zweitligist in der zweiten Runde gegen Landesrivale Universidad Católica ausschied. Zu diesem Rivalen wechselte Ramos Mitte 2012, ehe er 2015 an die Santiago Wanderers verliehen wurde und anschließend zu Deportes Iquique zurückkehrte.
Seine einzige Auslandsstation war von Juni 2017 bis 2019 beim Club León in Mexiko, der ihn ab 2018 in seine Heimat an Everton de Viña del Mar verlieh. Anschließend kehrte er zu Deportes Iquique zurück, stieg aber 2020 ab. Der Klub schaffte nicht den direkten Wiederaufstieg, Ramos wechselte daraufhin zu Erstligist Coquimbo Unido. Nach nur einem halben Jahr kehrte er erneut zu Iquique zurück. 2023 gelang Ramos mit Iquique der Aufstieg in die Primera División.

### Nationalmannschaft
Ramos bestritt im Januar 2017 sein einziges Länderspiel für die Nationalmannschaft beim China Cup gegen Kroatien, als er in der 70. Spielminute für José Pedro Fuenzalida eingewechselt wurde. Beim anschließenden Elfmeterschießen erzielte er den 4:1-Treffer, der den Sieg für die La Roja bedeutete.

## Erfolge
Deportes Iquique
- Chilenischer Pokalsieger: 2010
- Chilenischer Zweitligameister: 2010